# NGC 6576
NGC 6576 (другие обозначения — ZWG 142.14, NPM1G +21.0541, PGC 61530) — галактика в созвездии Геркулес.
Этот объект входит в число перечисленных в оригинальной редакции «Нового общего каталога».